# Велика Коклала
Велика Коклала́ (рос. Большая Коклала, марій. Нольыкмарий) — присілок у складі Сернурського району Марій Ел, Росія. Входить до складу Чендемеровського сільського поселення.

## Населення
Населення — 196 осіб (2010; 187 у 2002).
Національний склад (станом на 2002 рік):
- марі — 99 %